# Zbydniów (województwo małopolskie)
Zbydniów – wieś w Polsce, położona w województwie małopolskim, w powiecie bocheńskim, w gminie Łapanów.
W latach 1975–1998 miejscowość należała administracyjnie do województwa tarnowskiego.
Zabudowania i pola Zbydniowa zajmują najwyższe, grzbietowe partie wzgórza oddzielającego dolinę Stradomki od doliny Tarnawki (dopływ Stradomki), dochodząc do wysokości 365 m n.p.m.. Pod względem geograficznym tereny te należą do Pogórza Wiśnickiego.
Nazwa wsi stanowi zmienioną postać imienia Zbygniew, która pojawiła się po raz pierwszy w księgach parafialnych Żegociny za ks.  Antałkowicza (1679–1692). Forma Zbygniew pojawiała się jeszcze do 1822 roku.

## Integralne części wsi
| SIMC    | Nazwa      | Rodzaj    |
| ------- | ---------- | --------- |
| 0823977 | Dołki      | część wsi |
| 0823983 | Filipówka  | część wsi |
| 0823990 | Górki      | część wsi |
| 0824008 | Kolawa     | część wsi |
| 0824014 | Mostki     | część wsi |
| 0991692 | Osowa      | część wsi |
| 0991700 | Pasternik  | część wsi |
| 0824020 | Podjasień  | część wsi |
| 0824037 | Przeginia  | część wsi |
| 0824043 | Wapniska   | część wsi |
| 0824050 | Zapagórcze | część wsi |

## Zabytki
Obiekt wpisany do rejestru zabytków nieruchomych województwa małopolskiego.
- Dwór oraz park. Budynek drewniany z 1. połowy XIX wieku nakryty dwuspadowym dachem z czterokolumnowym portykiem przy wejściu[9].